# Gaetano De Peppo
Gaetano De Peppo (Lucera, 1804 – Napoli, 27 novembre 1863) è stato un politico italiano.

## Biografia
Fu Deputato del Regno d'Italia per la VIII legislatura, eletto nel Collegio elettorale di Lucera.